# Swifts F.C.
Swifts Football Club var en fodboldklub byen Slough i England. Klubben blev grundlagt i ca. 1868 og spillede sine hjemmekampe på en bane nær pubben The Dolphin i Slough. I slutningen af 1800-tallet producerede klubben adskillige engelske landsholdsspillere, hvoraf den mest kendte var Charles Bambridge, der opnåede 18 landskampe.
Klubben havde nogen succes i FA Cup'en, hvor den nåede semifinalerne i 1874, 1876 og 1886.
I 1890 fusionerede Swifts med Slough Albion & Young Men's Friendly Society under dannelse af en ny klub, Slough FC, som senere blev til Slough Town FC.

## Landsholdsspillere
De følgende otte spillere opnåede landskampe for England, men de spillede for Swifts FC (med antal landskampe mens de spillede for klubben i parentes):
- Arthur Bambridge (3)
- Charles Bambridge (18)
- Ernest Bambridge (1)
- George Brann (3)
- Edward Haygarth (1)
- Francis Pawson (1)
- William Rose (3)
- Frank Saunders (1)